# Молтено
Молтѐно (на италиански: Molteno, на западноломбардски: Mültèe, Мюлтее) е малко градче и община в Северна Италия, провинция Леко, регион Ломбардия. Разположено е на 292 m надморска височина. Населението на общината е 3545 души (към 2014 г.).